# JRCラグビー部
JRCラグビー部（JRCラグビーぶ）は、2025年現在関東社会人リーグ1部に所属する日本無線のラグビーチーム。東京都三鷹市を中心に活動している。

## リーグ戦戦績
- 2012-2013 関東社会人リーグ2部Bグループ 2位
- 2013-2014 関東社会人リーグ2部Cグループ 3位
- 2014-2015 関東社会人リーグ2部Aグループ 4位
- 2015-2016 関東社会人リーグ2部Cグループ 4位
- 2016-2017 関東社会人リーグ2部Bグループ 4位
- 2017-2018 関東社会人リーグ2部Bグループ 3位
- 2018-2019 関東社会人リーグ2部Dグループ 2位
- 2019-2020 関東社会人リーグ2部Aグループ 2位
- 2020-2021 リーグ戦中止
- 2021-2022 関東社会人リーグ2部A 4位
- 2022-2023 関東社会人リーグ2部A 優勝、入替戦：勝利、関東社会人リーグ1部昇格
- 2023-2024 関東社会人リーグ1部 6位（2勝5敗）
- 2024-2025 関東社会人リーグ1部 5位（3勝4敗）